# Anthony Coldeway
Anthony Coldeway (* 1. August 1887 in Louisville, Kentucky; † 29. Januar 1963 in Los Angeles, Kalifornien) war ein US-amerikanischer Drehbuchautor zahlreicher Film- und Fernsehproduktionen. Außerdem führte er bei dem Stummfilm Her Great Dilemma von 1917 Regie.

## Filmografie (Auswahl)

### Drehbuchautor
- 1918: Which Woman?
- 1919: Bungs and Bunglers
- 1919: His Buddy
- 1919: Mates and Models
- 1919: Squabs and Squabbles
- 1919: Switches and Sweeties
- 1919: The Fighting Heart
- 1919: The Four-Bit Man
- 1919: The Jack of Hearts
- 1920: Dames and Dentists
- 1920: King of the Circus
- 1920: Maids and Muslin
- 1920: Squeaks and Squawks
- 1921: Do or Die
- 1921: The Secret Four
- 1923: The Eagle’s Talons
- 1923: The Oregon Trail
- 1923: The Phantom Fortune
- 1923: The Social Buccaneer
- 1924: Das Cafe zu den gefallenen Engeln (The City That Never Sleeps)
- 1925: Cobra
- 1927: Die letzten Tage von San Francisco (Old San Francisco)
- 1927: Weib in der Wüste (The Desired Woman)
- 1928: Die Liebe der Betty Patterson (Glorious Betsy)
- 1928: Die Arche Noah (Noah’s Ark)
- 1933: Zwillings-Ehemänner (Twin Husbands)
- 1938: Pacific Liner (literarische Vorlage)
- 1939: Die Teufelsinsel (Devil’s Island)

### Regisseur
- 1917: Her Great Dilemma

## Auszeichnungen
Bei der ersten Oscarverleihung (1929) wurde Coldeway für Die Liebe der Betty Patterson in der Kategorie Bestes adaptiertes Drehbuch nominiert. Er konnte sich jedoch nicht gegen Benjamin Glazer mit Das Glück in der Mansarde durchsetzen.